# Stargate Command Online
Stargate Command Online è un gioco di ruolo online del tipo "play by chat" ambientato nell'universo di Stargate.

## Descrizione
Il gioco si sviluppa interamente descrivendo le azioni del proprio personaggio nelle chat che rappresentano le varie stanze del Comando Stargate situato sotto al Monte Cheyenne, i luoghi della città di Colorado Springs, i vari pianeti alieni esplorati, le strutture spaziali costruite, tra cui la base di Atlantide e le astronavi alleate e nemiche.
Ogni giocatore interpreta un proprio personaggio che, guidato da un Master, esplora la galassia assieme alla propria unità alla ricerca di tecnologie e alleati che possono aiutare la Terra nella guerra contro i Goa'uld e altri nemici della Terra, tra cui gli Ori.
All'iscrizione è possibile scegliere tra diverse carriere militari o civili che permettono così uno sviluppo del gioco diverso a seconda della scelta presa. 
In particolare, è possibile giocare:
- Personaggi militari:
  - Ufficiali e sottufficiali dell'United States Air Force con o senza specializzazioni (disponibili carriera medica e ingegneristica), che ricalcano il ruolo di Jack O'Neill, Janet Fraiser e Samantha Carter nel franchise originale;
  - Ufficiali e sottufficiali del corpo dei United States Marine Corps;
  - Ufficiali e sottufficiali del corpo della United States Navy, compresi ufficiali del JAG.
- Personaggi civili:
  - Carriera civile di tipo archeologico/antropologico/sociologico, che ricalcano il ruolo di Daniel Jackson nel franchise originale.
  - Carriera civile di tipo scientifico (in diversi campi) che ricalcano il ruolo di  Rodney McKay nel franchise originale.
  - Carriera civile di tipo diplomatico, che ricalcano il ruolo di Richard Woolsey nel franchise originale.